# IBM AMOS
Amos(Analysis of Moment Structure)는 .Arbukle 과S.Werner 박사에 의해개발된  구조방정식모형(SEM) 분석툴로  SPSS Amos를 통해  회귀, 요인 분석, 연관 및 차이 분석을 포함한 표준 다변수 분석 메소드를 확장하여 직관적인 그래픽 또는 프로그램 사용자 인터페이스를 사용하여 복합적인 관계를 표준 다변수 통계 기술보다 더 정확하게 반영하는 사고 및 행동 모델을 구축할 수 있다.

## Amos로 가능한 분석
- 상관분석(Correlation): 2개이상의  변수에  대한 관계를 측정하는분석
- 단일회귀분석(Simple Regression) : 상관분석의  확장 형태이며, 하나의독립변수를 통해서기준척도에  대해  예측값을  생성할 수 있는 형태로  확장이가능함
- 다중회귀분석(Multiple Regression) : 단일회귀분석의  확장형태로, 여러개의  예측변수를 통한  모델생성가능
- 요인분석(Factor Analysis) : 관측변수집합과  잠재변수  사이의  관계분석
- 경로분석(Path Analysis) : 다중회귀분석의  확장형태로  여러개의  예측변수의  조합을 통해서, 여러개의  종속변수를 설명하거나  예측할 수 있음
- 구조방정식모형(SEM) : 잠재변수를 이용한경로분석의 확장된분석임